# سیدونیوس آپولیناریس
سیدونیوس آپولیناریس (انگلیسی: Sidonius Apollinaris; ح. 430 – ح. 489)۷ که با عنوان سنت سیدونیوس نیز شناخته می‌شود، شاعر، دیپلمات و اسقف قرن ۵ میلادی بود. وی مهم‌ترین نویسنده باقیمانده از قرن ۵ میلادی گل بود.